# Тулузька порода гусей
Тулузька порода гусей

## Опис породи[1]
Вона заслужено визнана найпродуктивнішою породою в світі. Це найбільші в світі домашні гуси, вони активно розводяться у всіх країнах. Порода з'явилася у Франції в Тулузі, там почалася селекційна робота для якої вибиралися найпродуктивніші особи і в результаті отримали породу, яка не має собі рівних по рентабельності виробництва.
Завдяки цій породі потреба Європи в гусятині була задоволена протягом декількох століть. Ці птахи заполонили подвір'я приватних фермерських господарств. Їх вирощують заради смачного м'яса, першокласного пуху і печінки, яка визнана делікатесом.

## Зовнішній вигляд
У таких гусей широка голова, сильна, товста і коротка шия, масивний широкий корпус посаджений горизонтально, потужні короткі ноги і прямий дзьоб помаранчевого кольору. Пір'я птахів сірувато-білуватого забарвлення, голова темно-сіра, живіт і подгузок білі, шия і груди світло-сірі, а кінчики крил чорні.
Це приземкуваті, кремезні і повільні птиці. В даний час їх ділять на два основних типи:
- гаманцеві

Це малорухливі масивні гуси, які можуть володіти або не володіти оригінальної складкою жиру на животі, а також у них є так званий «гаманець» - це відвислі складки  біля основи голови. Вони значно перевершують інші породи у вазі, але поступаються у репродуктивності.
- безгаманцеві

Такі птахи не мають "гаманця", вони легше, більш рухливі та плідніші.

## Переваги
Показові порідні переваги це:
- неперевершено висока швидкість зростання
- рекордно велика вага
- нескладне і дешеве годування
- першокласний пух
- здатність накопичувати чималі жирові запаси.

## Недоліки
Слабкими місцями породи вважають:
- зніженість
- низька рухливість
- надмірна рихлість конституції
- слабо виражений інстинкт висадження яиць
- погану переносимість низьких температур і високої вологості.

## Продуктивність
У промисловому виробництві великі гусаки досягають 11,6 кг, молода гуска найчастіше важить близько 7 кг На приватних присадибних господарствах вага птахів не перевищує 10 кг у гусаків і 8 кг у гусок.
Саме цих птахів вирощують для отримання дієтичної печінки, яка може досягати 500 гр. Такі гуси швидко накопичують жир, тому є основними постачальниками сировини для знаменитого французького паштету-делікатесу.
Продуктивність птахів багато в чому залежить від якості догляду за ними і від повноцінності їх живлення. Вони теплолюбні тому в приміщенні де їх утримують важливо підтримувати температуру 20 градусів і виключати виникнення протягів. Постилання у них завжди має бути чистим і свіжіше, її можна робити з тирси і сена, але краще використати сфагновий мох. Він швидко вбирає вологу, а ці гуси не люблять підвищеної вологості.

Для того що б рентабельність вкладень була високою, таких гусей годують двічі на добу, вночі вони споживають значно більше їжі чим вдень. Їх регулярно виводять на пасовищі і дають переважно соковиті корми, а також кукурудзу, пшеницю, комбікорми, черв'яків, зерно і спеціальні "мішанки". 

## Опис яєць
Яйценоскість таких птахів невисока, вона не перевищує 40 шт за сезон. Вони не несуть менше 30 шт в рік, при цьому вага яєць коливається в межах 150-200 гр. Уранці вони дають по одному яйцю кожні пару днів. Успішне висиджування не перевищує 60%, для того, щоб збільшити це значення яйця поміщають в інкубатор. 
1. ↑  Рентабельные породы гусей (рос.). Архів оригіналу за 15 грудня 2016. Процитовано 9 вересня 2018.